# Арманяк (бренди)
Арманяк (на френски: Armagnac) е отличителен вид бренди произвеждан в региона Арманяк в Гаскония, Югозападна Франция. Той се дестилира от вино, обикновено произведено от смесица от грозде, включващо сортовете Бако 22A, Коломбар, Фол бланш и Юни блан. Получената спиртна напитка се оставя да отлежи в дъбова бъчва.
Арманяк е една от първите области във Франция, която започва да дестилира алкохолни напитки, но общият обем на продукцията е много по-малък от този на коняка и следователно напитката е по-малко известна извън в Европа. Освен това, по-голямата част от Арманяка се произвежда от малки производители, за разлика от коняка.

## История
Арманякът е най-старото бренди, дестилирано във Франция. В миналото се е консумирал заради терапевтичните му ползи. През 14 век, приор Витал дю Фур, кардинал, пише че арманякът притежава 40 добродетеля.
Между 15 и 17 век, арманякът се търгува на пазарите в Сен Север, Мон дьо Марсан и Ер сюр л'Адур. Впоследствие, стоката започва да бъде популяризирана от холандски търговци.
Традиционното френско гурме градинска овесарка, се приготвя традиционно чрез насилствено хранене птицата, след което се удавя в арманяк и се изпича. Днес ястието е забранено от закони, защитаващи птицата.
Производството на арманяк се усъвършенства с години, когато през 1890 г. то, както и цялото лозарство във Франция, понася тежък удар – епидемия от насекомото Phylloxeridae. В резултат, приготвянето на напитката рязко спада, а много заводи се закриват. Производството на напитката се възражда постепенно.
В началото на 20 век производството на коняк и арманяк се поставя под контрола на държавата.

## География
Регионът Арманяк е разположен между реките Адур и Гарона, в подножието на Пиренеите. През 1936 г. е подписан декрет за особеностите на технологията за производство на арманяк. Според него, за да се нарича арманяк, напитката трябва да бъде произведена в едноименната местност от узряло бяло грозде от традиционни сортове по един от двата разрешени от законодателството способа. Официалната зона на производство се дели на три части, които лежат в департаментите Жерс, Ланд и Лот е Гарон. Регионът съдържа 15 000 хектара винопроизвеждащи лозя.
През 1909 г. са отделени трите зони за производство на арманяк: Ба Арманяк, Арманяк Тенарез и О Арманяк.

## Производство
Арманякът по традиция се дестилира веднъж, което води до алкохолно съдържание от 52. Това се отразява в по-ароматен спирт от този на коняка, при който се използва двойна дестилация. Отлежаването в дъбови бъчви прави вкуса по-мек и води до развиването на по-сложни аромати и кафяв цвят. Тъй като алкохолът се изпарява по-бързо от водата, алкохолният градус по естествен път се намалява с 0,4% на година, според характеристиките на избата (средна температура и влажност). Когато арманякът отлежи, той се премества в стъклени бутилки (дамаджани) за съхранение. Поради ниското си съдържание на алкохол, арманякът не се разрежда с вода.
Арманякът се продава под няколко класификации, които се отнасят за възрастта на брендито. Когато са смесени няколко брендита, възрастта на бутилката се отнася за най-младия компонент. За тризвездния арманяк или VS е смес от няколко арманяка, които са отлежали поне 2 години в дърво. За VSOP, отлежаването продължава поне 3 години, а за XO отлежаването е не по-малко от 6 години. Hors d'âge ще рече, че най-младият компонент в сместа е най-малко на 10 години.